# André-Hyacinthe Longhin
Andrea Giacinto Longhin (né le 22 novembre 1863 à Campodarsego, en Vénétie et mort le 26 juin 1936  à Trévise) est un religieux capucin italien, archevêque de Trévise. Il est vénéré comme bienheureux par l'Église catholique.

## Biographie
Giacinto Bonaventura Longhin, de son nom de baptême, est né le 22 novembre 1863 à Campodarsego, au sein d'une famille religieuse. Appelé à la vie religieuse, c'est en 1879 qu'il intègre le noviciat des Frères mineurs capucins, où il prit le nom d'Andrea. Il est ordonné prêtre le 19 juin 1886. Pendant plusieurs années, il est professeur et directeur spirituel des jeunes religieux. En 1902, il est nommé supérieur provincial de la Vénétie, dont le siège est à Venise, où il connut le cardinal Sarto, futur pape Pie X.
Le 13 avril 1904, Pie X le nomme évêque de Trévise. Il dut gérer les conflits socio-politiques entre les partisans de les laïcs et les catholiques ; Mgr Longhin resta fidèle à la ligne anti-moderniste du pape Pie X. Il tenta par tous les moyens de créer une nouvelle dynamique d'évangélisation dans son diocèse. Durant la Première Guerre mondiale, il encouragea tous les prêtres, religieux et religieuses à redoubler d'efforts dans leur ministère pour le bien de la population. Lui-même assista les malades, les blessés, s'en alla donner les sacrements aux soldats. Il parcourut aussi son diocèse pour apporter son soutien spirituel aux habitants de son diocèse après les désastres laissés par le conflit. Il s'engagea aussi notamment contre le fascisme.
Se distinguant par son ministère épiscopal, on lui confie l'administration apostolique des diocèses voisins, notamment celui de Padoue, lorsque le siège épiscopal est vacant. Le 4 octobre 1928, le pape Pie XI le nomme archevêque. Victime d'une déficience cérébrale lors d'une de ses visites pastorales, Mgr Longhin meurt le 26 juin 1936.

## Béatification et canonisation
Mgr Longhin jouit d'une réputation de sainteté dès son vivant, qui grandira après sa mort. L'introduction de la cause en béatification et canonisation débute en 1964. La béatification est célébrée par le pape Jean-Paul II le 20 octobre 2002, place Saint-Pierre, après la reconnaissance d'un miracle dû à son intercession.